# بطولة العالم لسباقات فورمولا 1 موسم 1995
بطولة العالم لسباقات فورمولا 1 موسم 1995 عقدت في سنة 1995 م، وفاز بها مايكل شوماخر (بالإنجليزية: Michael Schumacher)‏ من فريق بنتون (بالإنجليزية: Benetton)‏ بسيارته الرينو. مايكل شوماخر الذي بدأ السباق في الخط رقم 4 حصل على أفضل توقيت في الجولة 8 من السباق في أسرع لفة له. هذا السائق في المجموع حصد 102 نقطة.

## الوصلات الخارجية
- الموقع الرسمي للفورمولا 1